# Odysseus (cratera)

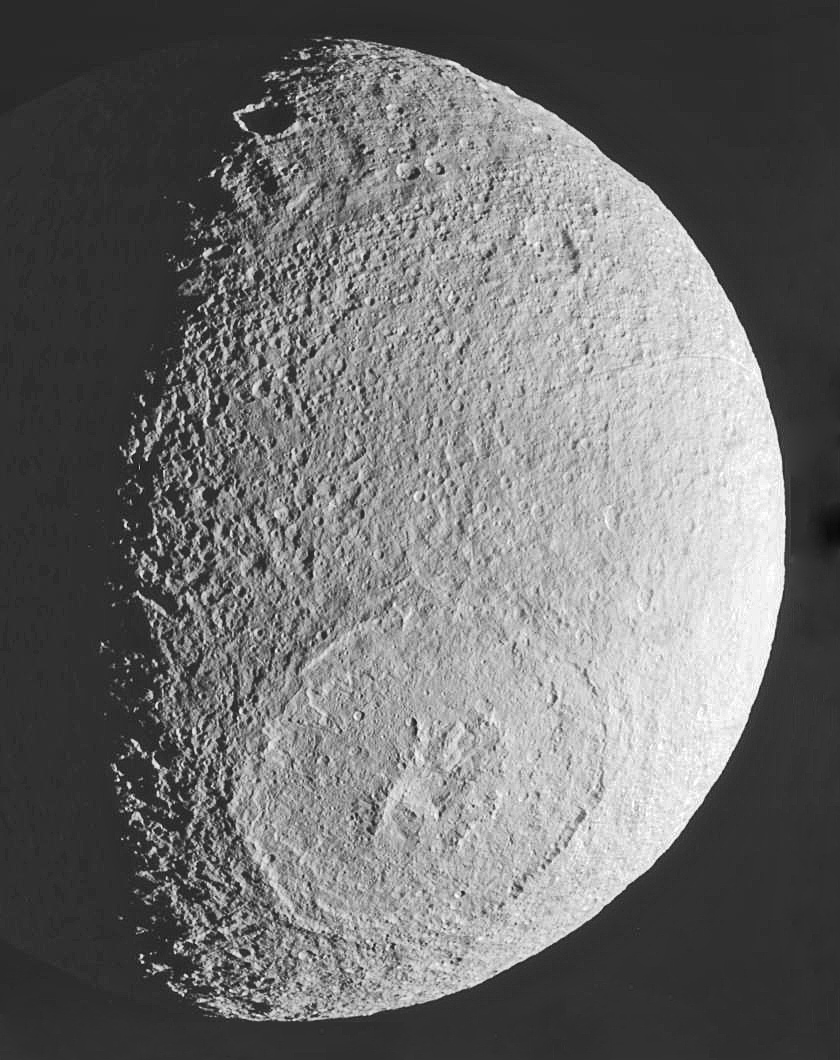
Odysseus é a vasta e rasa cratera no fundo, fotografada pela Cassini em 14 de fevereiro de 2010.

Odysseus é a maior cratera de impacto na lua Tétis de Saturno. Essa cratera possui 445 km de diâmetro, cobrindo mais de 2/5 do diâmetro total dessa lua. Ela está localizada no hemisfério visível do satélite, seu centro se situa na latitude 32.8° e longitude 128.9°. Seu nome foi dado em referência ao herói grego Odisseu.
Odysseus é uma cratera bastante rasa. Seu leito se encontra a aproximadamente 3 km abaixo do datum, enquanto a borda exterior se situa a 5 km acima do datum. O relevo de 6–9 km não é muito elevado para uma cratera de proporções tão grandes.Essa cratera deve ter sido originalmente bastante profunda, com uma borda montanhosa elevada e um pico central elevado, porém estreito. Com o decorrer do tempo o leito da cratera se acomodou à forma esférica da superfície de Tétis, e tanto a borda quanto o pico central se desgastaram (um relaxamento similar é evidente nas luas de Júpiter Calisto e Ganimedes). Isso indica que no momento do impacto de Odysseus, Tétis deve ter sido suficientemente quente e maleável para possibilitar que a topografia se nivelasse; seu interior pode até mesmo ter sido líquido. Se Tétis fosse mais fria e quebradiça no momento do impacto, a lua poderia ter sido estilhaçada, e mesmo se tivesse suportado o impacto, a topografia da cratera teria retido a sua forma, similar à cratera  Herschel em Mimas.
No lado oposto de Tétis, se situa a imensa trincheira Ithaca Chasma, a qual especulou-se ter sido formada como resultado do impacto que originou Odysseus. No entanto, um estudo recente baseado em imagens em alta resolução da sonda Cassini indica que essa hipótese é bastante improvável.

## Galeria

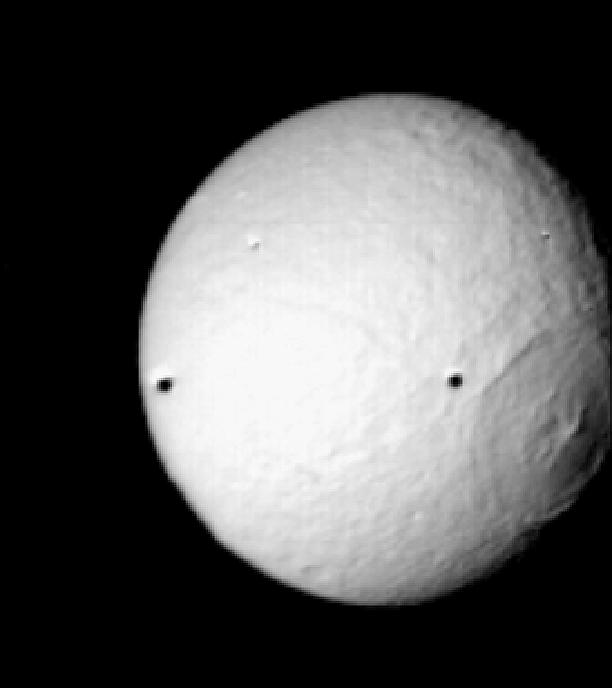
Odysseus vista pela Voyager 2 em 25 de agosto de 1981.
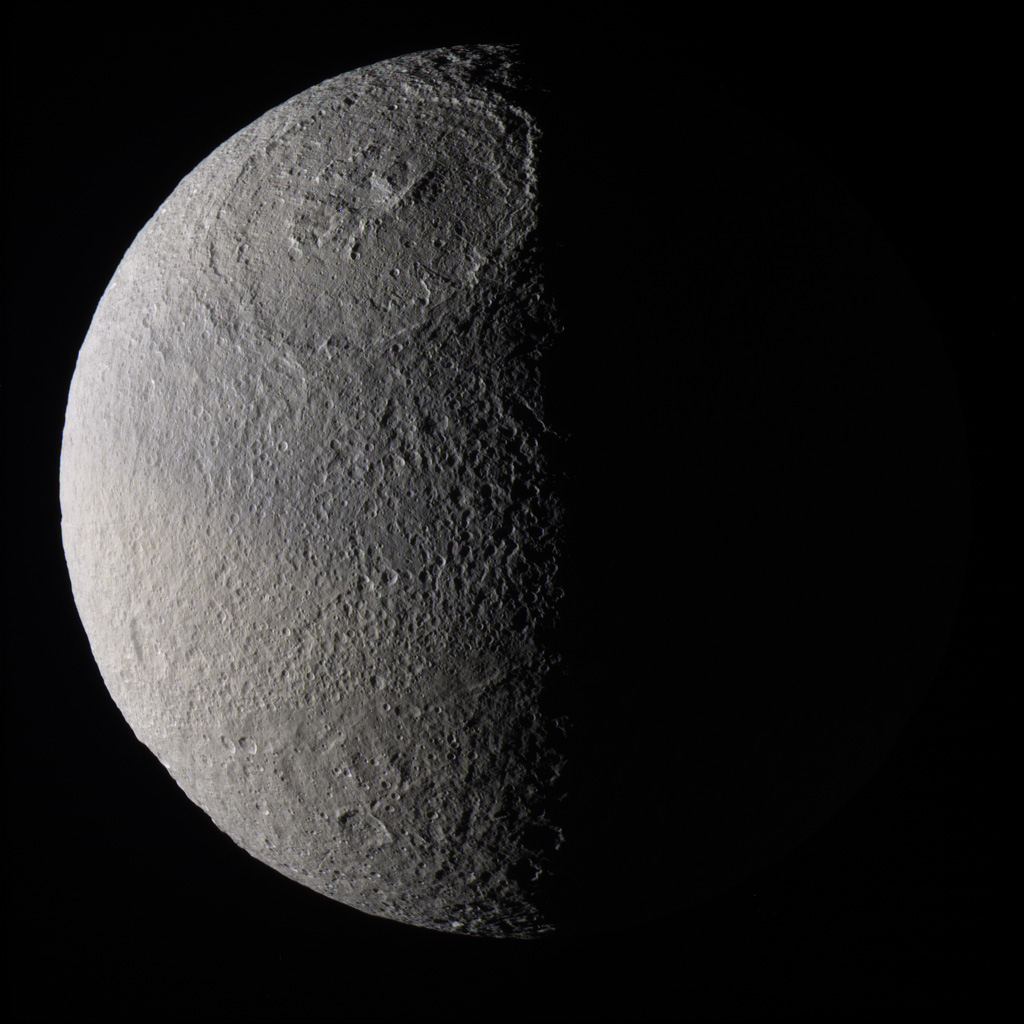
Imagem de Odysseus, obtida pela Cassini em 24 de dezembro de 2005.
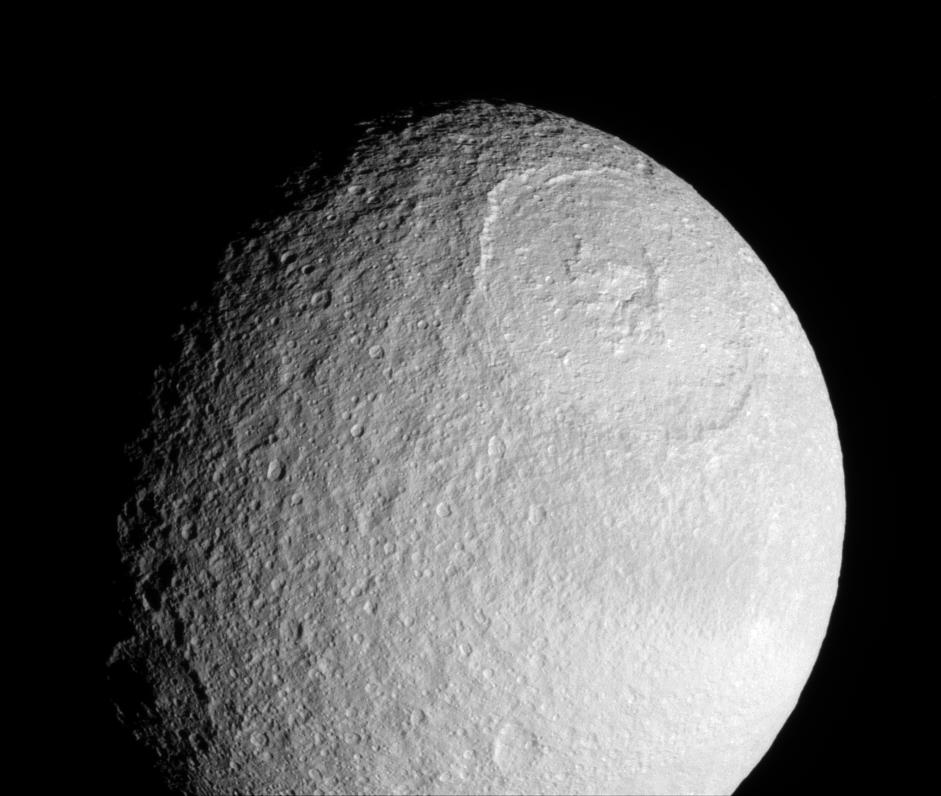
Outro ângulo, visto pela Cassini em 21 de julho de 2007.